# 王太子シャルル・オルランの肖像
『王太子シャルル・オルランの肖像』（おうたいしシャルル・オルランのしょうぞう、仏: Portrait du dauphin Charles-Orlant、英: Portrait of The Dauphin Charles-Orlant）は、初期フランドル派の画家で、フランスとブルゴーニュ公国で活動したジャン・エイが1494年に樫板上に油彩で制作した肖像画である。額縁に署名と1494年の制作年が記されている。1942年にカルロス・デ・ベイステギ氏によりパリのルーヴル美術館に寄贈され、1953年以来、同美術館に展示されている。

## 作品
ジャン・エイは、かつては代表作『ムーラン大聖堂の三連画』にちなんで「ムーランの画家」と知られていた。彼はヴァロワ朝直系最後の王シャルル8世の宮廷画家であり、同時に書記官でもあった。
シャルル・オルラン (1492-1495年) はシャルル8世とアンヌ・ド・ブルターニュの間に生まれ、王が初めて授かった息子、すなわち王太子であった。額縁上の銘によると、エイは1494年、王子が2歳の時にこの肖像画を描いたという。おそらく、この年の12月に3回目の結婚記念日を迎えるアンヌへの贈り物として描かれたものであろう。
シャルル・オルランは賢い子供だったようで、淡い白色の幼児服を着た姿は非常に写実的に描かれている。手にしたロザリオはおもちゃのようである。彼は、東洋風のモティーフの布地が貼られた壁を背にしている。王太子はちょうど1年後に麻疹でなくなるが、それ以降、王家は不幸に見舞われることとなる。続いて生まれた王夫妻の3人の息子もやはり早く亡くなり、シャルル8世もアンボワーズ城で不慮の事故に遭い、わずか27歳で世を去った。